# Třebušín
Třebušín (en allemand : Triebsch) est une commune du district de Litoměřice, dans la région d'Ústí nad Labem, en République tchèque. Sa population s'élevait à 571 habitants en 2021.

## Géographie
Třebušín se trouve à 9 km au nord-est de Litoměřice, à 13 km au sud-est d'Ústí nad Labem et à 61 km au nord-nord-ouest de Prague.
La commune est limitée par Homole u Panny et Lovečkovice au nord, par Liběšice à l'est et au sud-est, par Býčkovice, Ploskovice, Chudoslavice et Staňkovice au sud et par Malečov à l'ouest.

## Histoire
La première mention écrite du village date de 1169.

## Administration
La commune se compose de cinq quartiers :
- Dolní Týnec
- Horní Týnec
- Kotelice
- Řepčice
- Třebušín

## Transports
Par la route, Třebušín se trouve à 11 km de Litoměřice, à 20 km d'Ústí nad Labem  et à 76 km de Prague.